# Binsfeld (See)
Der Baggersee Binsfeld ist der zentrale der acht zum Zweck der Kiesgewinnung ausgebaggerten Seen im Binsfeld. Er liegt im nördlichsten Teil der Rheinniederung von Speyer und gehört zum Stadtteil Speyer-Nord. Westlich von ihm liegt der Sonnensee, nordwestlich der Mondsee, nördlich liegen Biersiedersee und Silbersee, östlich der Gänsedrecksee und südlich der Kuhunter.
Vom See Kuhunter trennt den See Binsfeld eine Landzunge, die durch zwei Durchstiche, einen kleinen überbrückten am Westufer und einen größeren östlichen zur Insel geworden ist. Auf dieser Landzunge/Insel ist das Baden erlaubt.
An seinem West-, Nord-, Ost- und Südufer sind Strände ausgewiesen, an denen Baden erlaubt ist.

## Name
Mit Ausnahme des leicht höheren Geländes im nördlichen Teil war das ganze Binsfeld geprägt von sumpfigen mit Binsen bestandenen Wiesen. Das erklärt den Flurnamen Binsfeld, der auf das ganze Gebiet, den auf dem Flurstück ausgebaggerten See und das Baugebiet an den Seen und die Haupterschließungsstraße Binsfeld überging.

## Vogelinsel
Im 20 ha großen und maximal 19 Meter tiefen See Binsfeld, dem Zentrum der Seenlandschaft Binsfeld, befindet sich eine Insel mit reichem Wasservogelleben, tagsüber vor allem eine große Kolonie Kanadagänse, die meist Vogelinsel genannt wird, offiziell aber keinen Namen hat.

## Baden, FKK, DLRG
Am Ostufer des Binsfeld trennt eine Landzunge diesen vom Gänsedrecksee. Die dem Binsfeld zugewandte Seite der Landzunge ist als FKK-Bereich ausgewiesen.
Für die Nutzer des Westufers steht auf der Landzunge, die Binsfeld und Sonnensee trennt, im südlichen Bereich ebenfalls ein Kiosk mit Toilettenanlage zur Verfügung. Es liegt allerdings auf der Seite zum Sonnensee. Auf dieser Landzunge befindet sich auch ein anmietbarer Grillplatz.
Am südlichen Ostufer befindet sich das Vereinsheim und die Wachstation der DLRG.

## Geschichte des Gebiets
Ein Plan die Hauptstrände im Norden und Osten nach Verpachtung an einen Privaten einzuzäunen und diesem zu erlauben, Eintritt zu verlangen rief in den 80er-Jahren erhebliche politische Kontroversen hervor. Der Vertrag wurde geschlossen, das Vorhaben scheiterte aber durch Bankrott des Pächters.

Bildgalerie zum See Binsfeld
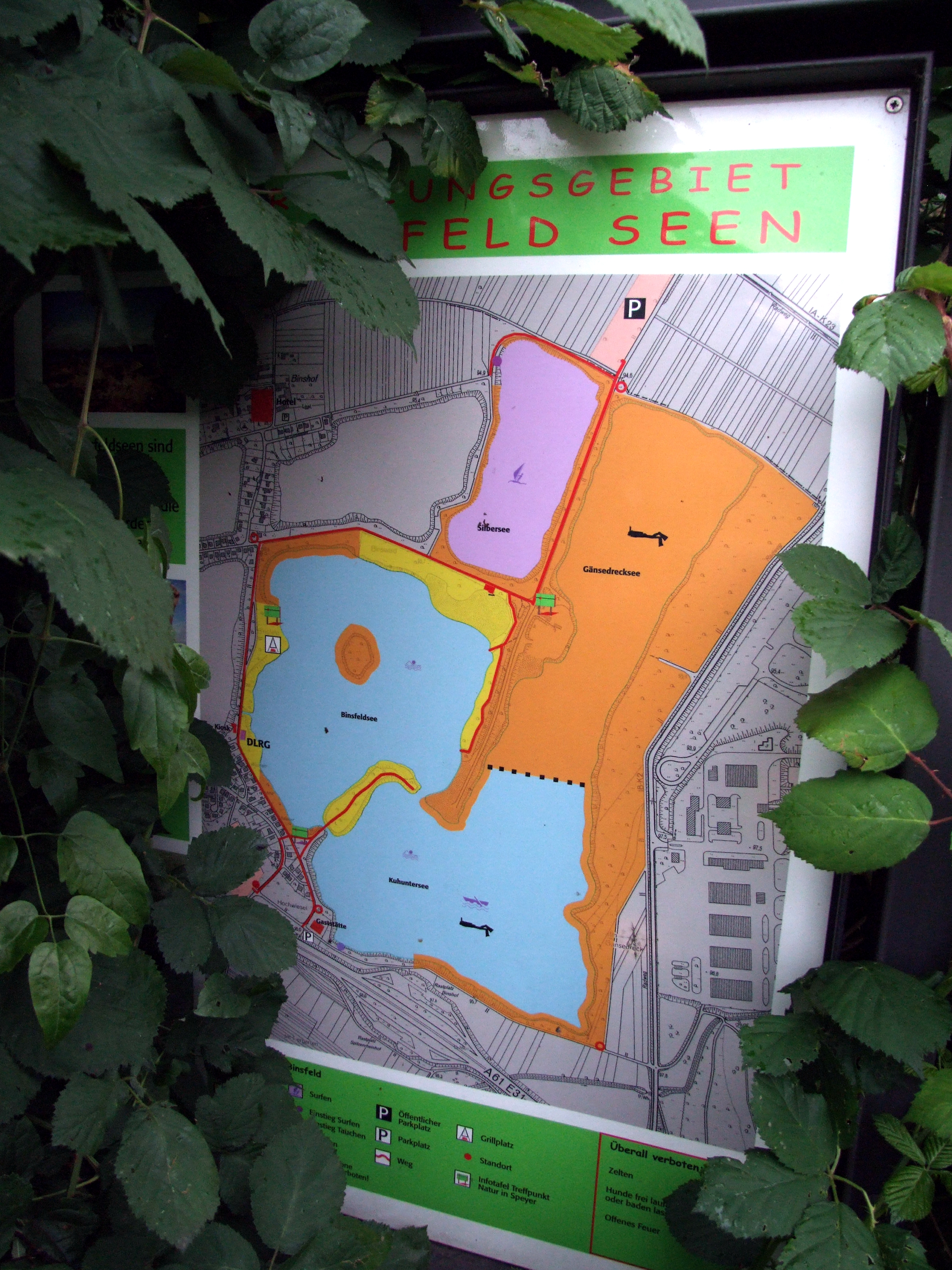
Nutzungsregelung für Silbersee, Binsfeld, Gänsedrecksee und Kuhunter; gelb: Strände/Gebiet für Badegäste; blau: Schwimmen erlaubt; orange: Naturschutzzone; violett: Surfen; rosa: Parkplatz
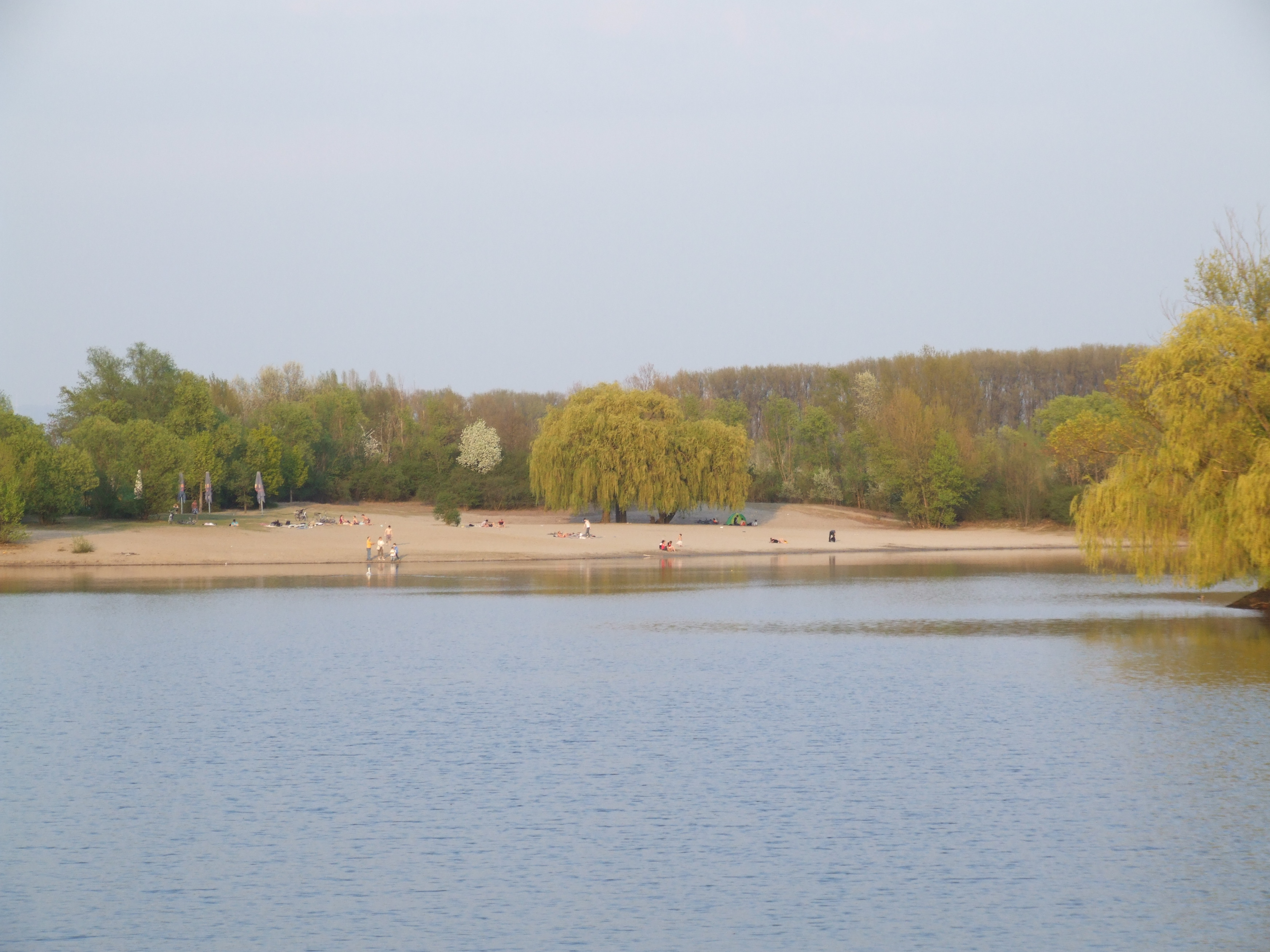
Der Hauptstrand des Seengebietes Binsfeld an der Nordseite des gleichnamigen Sees. Auf dem Strand steht eine Gruppe Tauerweiden. Das flache sandige Nordufer des Binsfeld ist heute der am stärksten frequentierte Badestrand. Dort befindet sich auch ein Kiosk und eine Toilettenanlage. An dessen Standort war bis zum Ende des Kiesabbaus das Kieswerk.
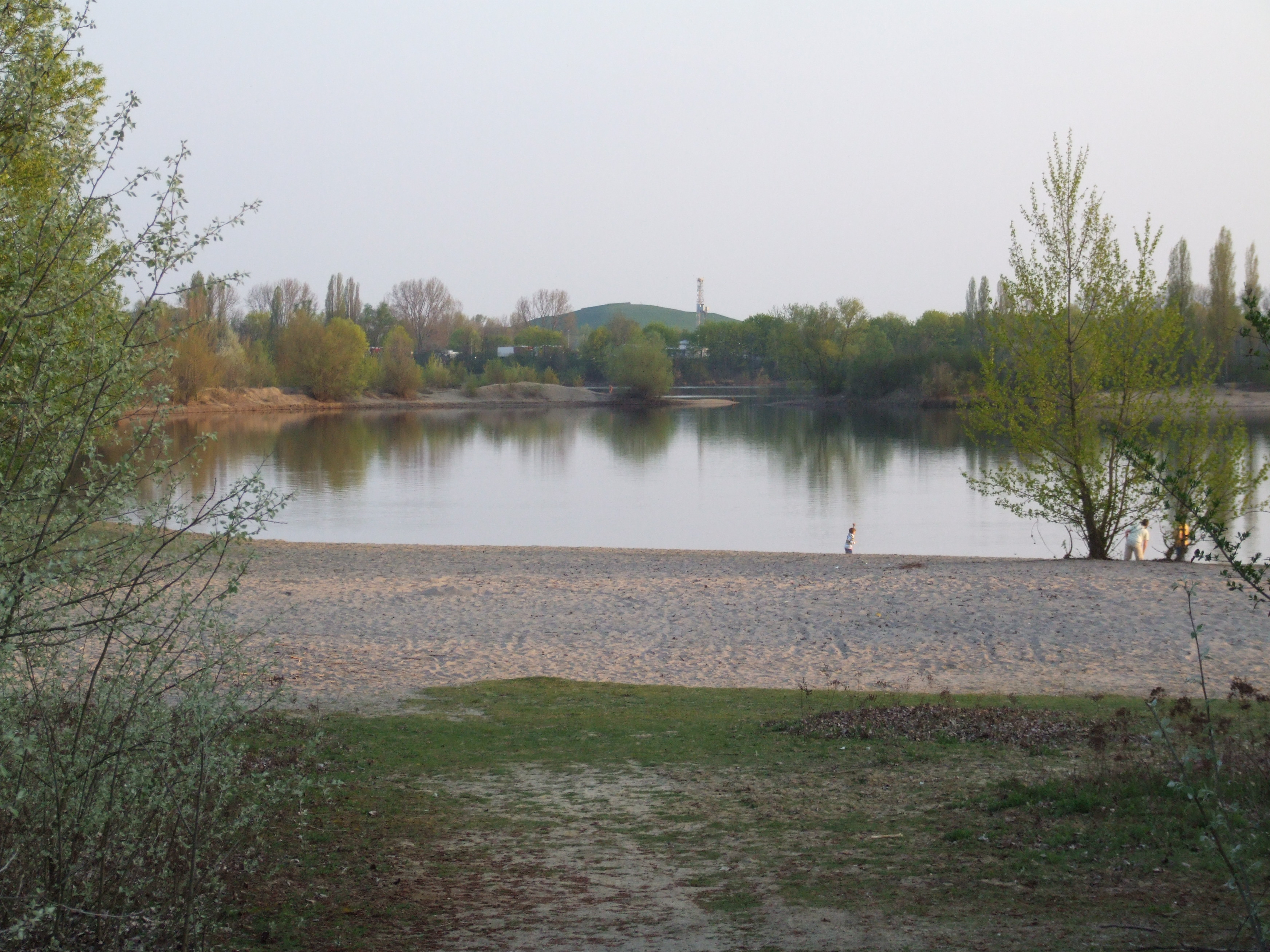
See Binsfeld, Blick von Nord nach Süd auf den schmalen Durchstich zum See Kuhunter und dessen Südufer. Dahinter ist der Rastplatz Binshof der A61 zu erkennen. Der Bohrturm der Erdölbohrung Römerberg 2, liegt schon hinter der Autobahn im Süden. Ganz im Hintergrund der Speyerer Müllberg.
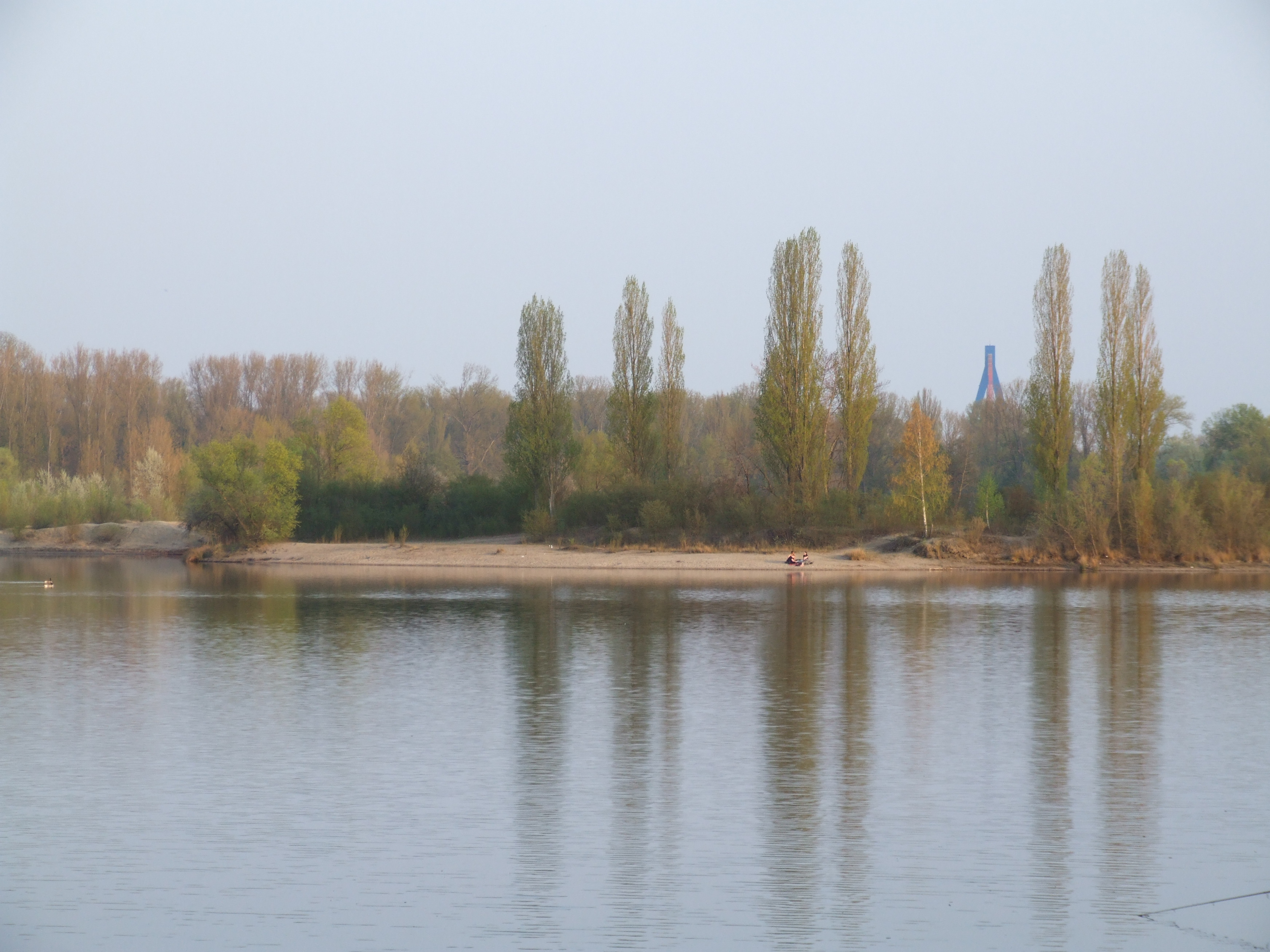
See Binsfeld: Blick auf dessen Ostufer, auf die Landzunge die Binsfeld vom Kuhuntersee trennt. Der Bereich wird im Sommer als FKK-Strand genutzt. Die hohe Baumreihe im Hintergrund liegt schon hinter Rheinhauptdeich und K2 und gehört zum Auenbereich des Rheins. Rechts hinten sieht man die Spitze des Pylons der als Hängebrücke ausgeführten Autobahnbrücke der A 61 über den Rhein.

### Gemeingebrauch (Schwimmen, Tauchen, Rudern, Surven)
- Die Stadtverwaltung Speyer zum Gemeingebrauch des Binsfeld
- Badewasserqualität. Badegewässeratlas Rheinland-Pfalz der Wasserwirtschaftsverwaltung Rheinland-Pfalz

### Angeln
- Website des Angelsportvereins, der das Gebiet gepachtet hat.